# 6th Illinois Cavalry
Le 6th Regiment Illinois Volunteer Cavalry est un régiment de cavalerie qui a servi dans l'armée de l'Union pendant la guerre de Sécession.

## Service
La 6th Illinois Cavalry entre en service au camp Butler, en Illinois, le 19 novembre 1861.
Au début de l'année 1863, Grant souhaite détourner l'attention des confédérés lors de la campagne de Vicksburg, La tâche en revient à la brigade de cavalerie du colonel Benjamin Grierson dont le 6th Illinois fait partie avec les 7th Illinois et 2nd Iowa Cavalry. Ainsi, le régiment participe au raid de Grierson du 17 avril au 2 mai 1863.
Le régiment est libéré le 20 novembre 1865.

## Total des effectifs et nombre de victimes
Le régiment subit la perte de 5 officiers et 60 soldats qui sont tués ou morts de leurs blessures et de 8 officiers et 328 soldats qui sont morts de la maladie, pour un total de 401 décès.

## Personnel
- Commandant Arno Voss – réaffecté au 12th Illinois Cavalry le 1er février 1862 ;
- Colonel Thomas H. Cavanaugh – a démissionné le 28 mars 1862 ;
- Colonel Benjamin H. Grierson – promu général de brigade le 3 juin 1863 ;
- Colonel Matthew H. Starr – mort de ses blessures le 1er octobre 1864 ;
- Colonel John Lynch libéré du service avec le régiment[2].